# Танк Леонардо да Винчи

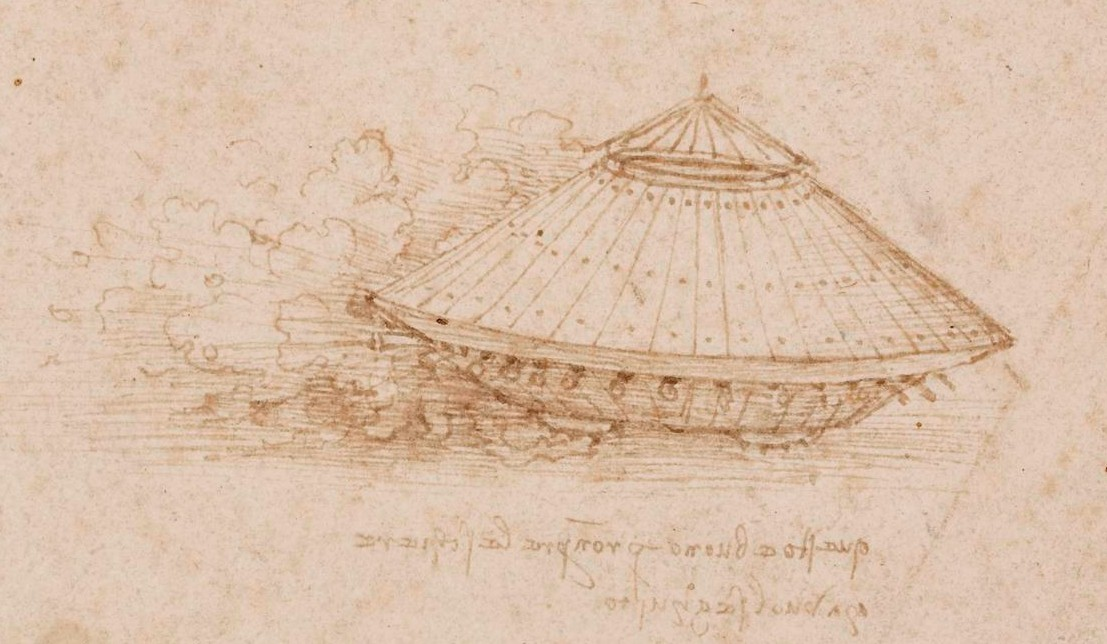
Эскиз танка

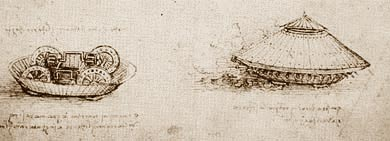
Эскиз механизма

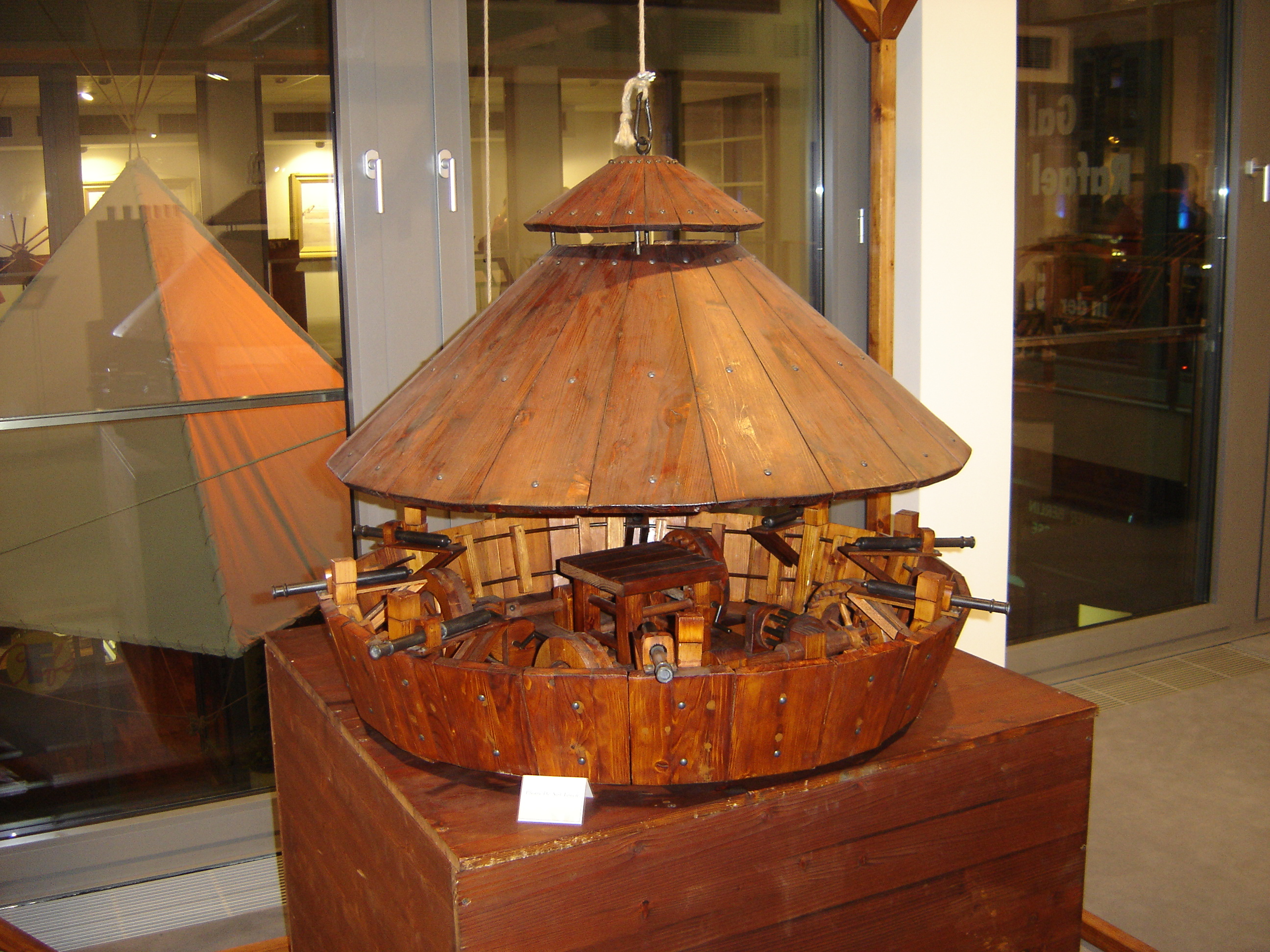
Модель, Берлин 2005

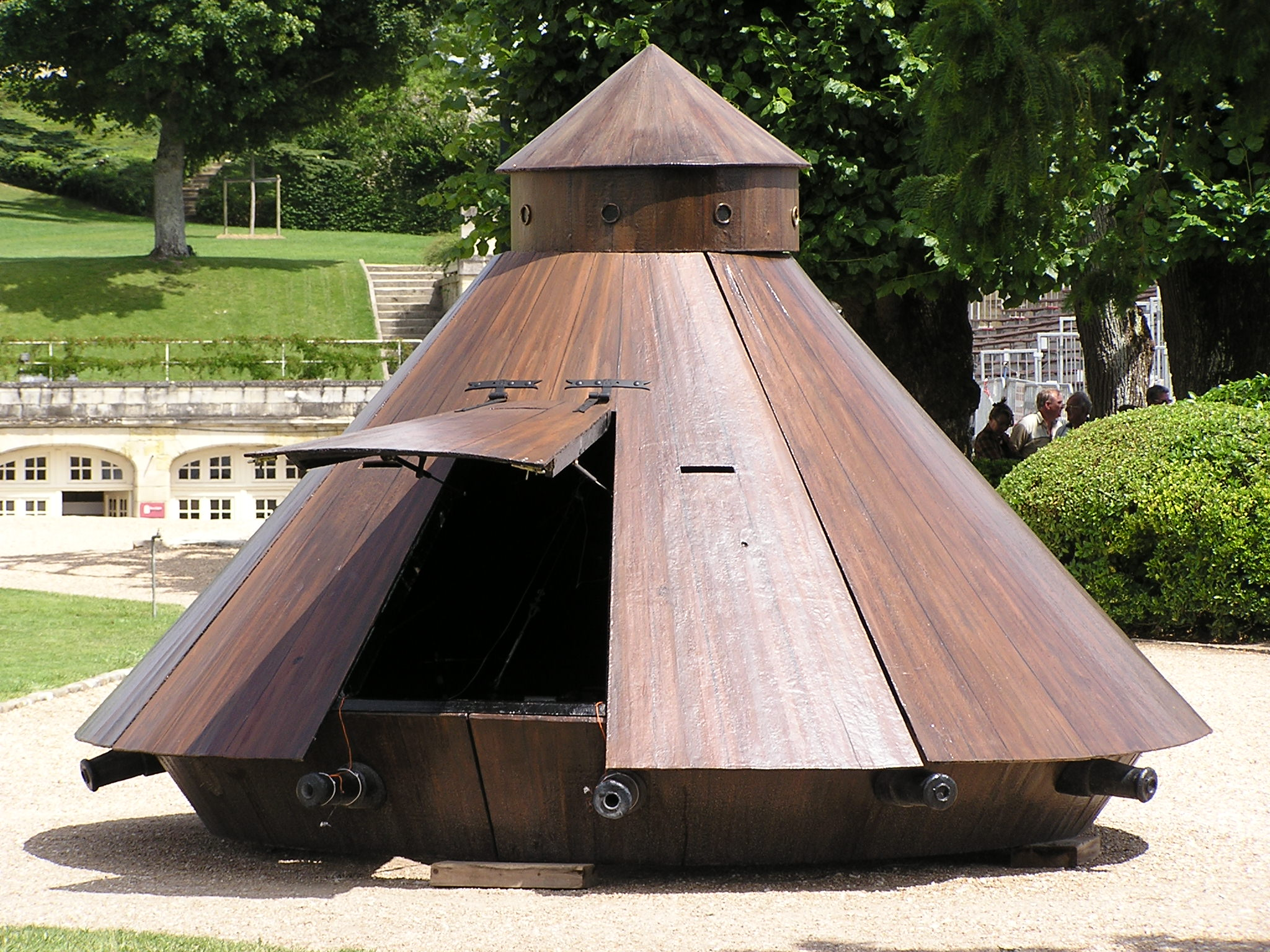
Репродукция. Замок Амбуаз, Франция

Танк Леонардо да Винчи — одно из изобретений великого итальянского изобретателя, художника и учёного эпохи Возрождения Леонардо да Винчи.

## Конструкция
На рисунке Леонардо видно, что танк должен был быть сооружён из деревянных и металлических частей. Механизм, посредством которого осуществлялось движение, состоял из четырёх колёс, зубчатых шестерен и рукояток. Танк должен был перемещаться посредством мускульной силы экипажа численностью восемь человек. По периметру конструкции должны были располагаться 16 лёгких пушек. Наверху должна была быть сооружена смотровая башня. Танк должен был быть настолько высоким, что внутри должны были устанавливаться лестницы.
На рисунке Леонардо шестерни расположены таким образом, что это делает конструкцию неработоспособной — колёса по обеим сторонам конструкции будут вращаться навстречу друг другу. Некоторые исследователи считают, что Леонардо сделал преднамеренную ошибку на случай, если его проект будет украден.

## Применение
Скорее всего, танк мог предназначаться более для запугивания и деморализации противника, нежели как серьёзное орудие поражения.
Из-за громоздкой конструкции и низкой проходимости, танк не мог быть использован на местности. Учитывая вес всей машины, она не могла быть даже сдвинута с места посредством мускульной тяги. Данный проект явно был неосуществим в XV веке.
В 2003 году в программе Би-би-си «Леонардо: Человек, который хотел всё знать» была предпринята попытка сделать танк по чертежам Леонардо, однако в чертежах была допущена ошибка — пары колёс крутились в разных направлениях, эта ошибка была устранена, и танк опробовали в действии.
В 2009 году на канале Discovery Channel вышел цикл научно-популярных телепередач «Аппараты да Винчи». В 1 выпуске данной телепередачи команда историков, механиков и инженеров воссоздала танк Да Винчи, используя материалы, существовавшие в его эпоху.